# Pinóquio (filme de 2002)
Pinocchio (bra/prt: Pinóquio) é um filme dirigido e estrelado por Roberto Benigni. O filme não obteve muito sucesso na mídia principalmente na Itália e nos Estados Unidos. Para alguns críticos americanos, foi o pior filme de Benigni e Nicoleta Braschi, sendo até mesmo do ano de 2002. Pinocchio representou a Itália no Óscar de 2003.

## Sinopse
Gepeto é um velho carpinteiro que não tem família. Ele passa o tempo livre construindo bonecos de madeira, e construiu um boneco muito bonito e o chamou de Pinocchio. Mas Gepeto se sentia muito só. A fada azul, com pena dele, transformou Pinocchio em uma criança.
Gepeto o matriculou numa escola. Pinocchio foi para a escola, mas na porta encontrou dois homens que convidaram Pinocchio e mais algumas crianças para irem à Terra dos Prazeres. Ao chegar, as orelhas de Pinocchio começaram a se transformar em orelhas de burro, então foi procurar a fada azul, mas ao contá-la uma mentira, seu nariz começou a crescer. Assim, Pinocchio aprendeu a lição e não falou mais mentiras e a fada o transformou em uma pessoa de verdade.

## Elenco
- Roberto Benigni... Pinocchio / Pinóquio
- Marine Vacth... Fada Azul
- I Fichi d'India... Gepeto
- Kim Rossi Stuart... Lucignolo
- Peppe Barra... o Grilo Falante
- Gigi Proietti...Mangiafuoco
- Maria Pia Timo... La Fumaca, Caracol
- Giorgio Ariani... Anfitrião do Gambero Rosso

## Estreia

### No cinema
- Portugal: 28 de Março de 2003

## Premiações e indicações
- O filme foi indicado ao Framboesa de Ouro nas categorias:
- Pior ator (Ganhou)
- Pior diretor
- Pior dupla (Benigni e Braschi)
- Pior filme
- Pior remake ou sequência
- Pior roteiro